# Szaj Maestro
Szaj Maestro (hebr. ‏שי מאסטרו‎, ang. Shai Maestro; ur. 5 lutego 1987) – izraelski pianista jazzowy. 
W latach 2006–2011 był członkiem zespołu Awiszaja Kohena. W roku 2011 wraz z peruwiańskim basistą Jorgem Roederem i izraelskim perkusistą Ziwem Rawicem utworzył zespół Shai Maestro Trio. 
W roku 2014 grupa Shai Maestro Trio wystąpiła w Poznaniu podczas festiwalu Enter.

## Dyskografia
Z zespołem Shai Maestro Trio:
- „Shai Maestro Trio” (2012)[3]
- „The Road to Ithaca” (2013)[4]
- „Untold Stories” (2015)[5].
- „The Stone Skipper”[6]
- „The Dream Thief”[6]